# جایزه بالزان

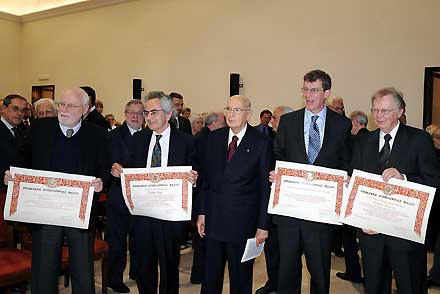
برندگان جایزه بالزان در سال ۲۰۰۸ میلادی در کنارِ جورجو ناپولیتانو، رئیس‌جمهور ایتالیا

جایزه بالزان نام جایزه‌ای است که همه‌ساله توسط «بنیاد بین‌المللی جایزهٔ بالزان» در حوزه‌های گوناگون همچون پزشکی، فیزیک، ریاضیات، هنر، علوم انسانی و علوم اخلاقی و غیره اهدا می‌شود.
این جایزه از سال ۱۹۷۸ میلادی اعطا می‌شود و ۴ جایزهٔ نقدی را، هریک به ارزش ۷۵۰٬۰۰۰ فرانک سوئیس شامل می‌شود. محل اعطای آن نیز گاهی در برن و زمانی در رم است.

## برندگان جایزه

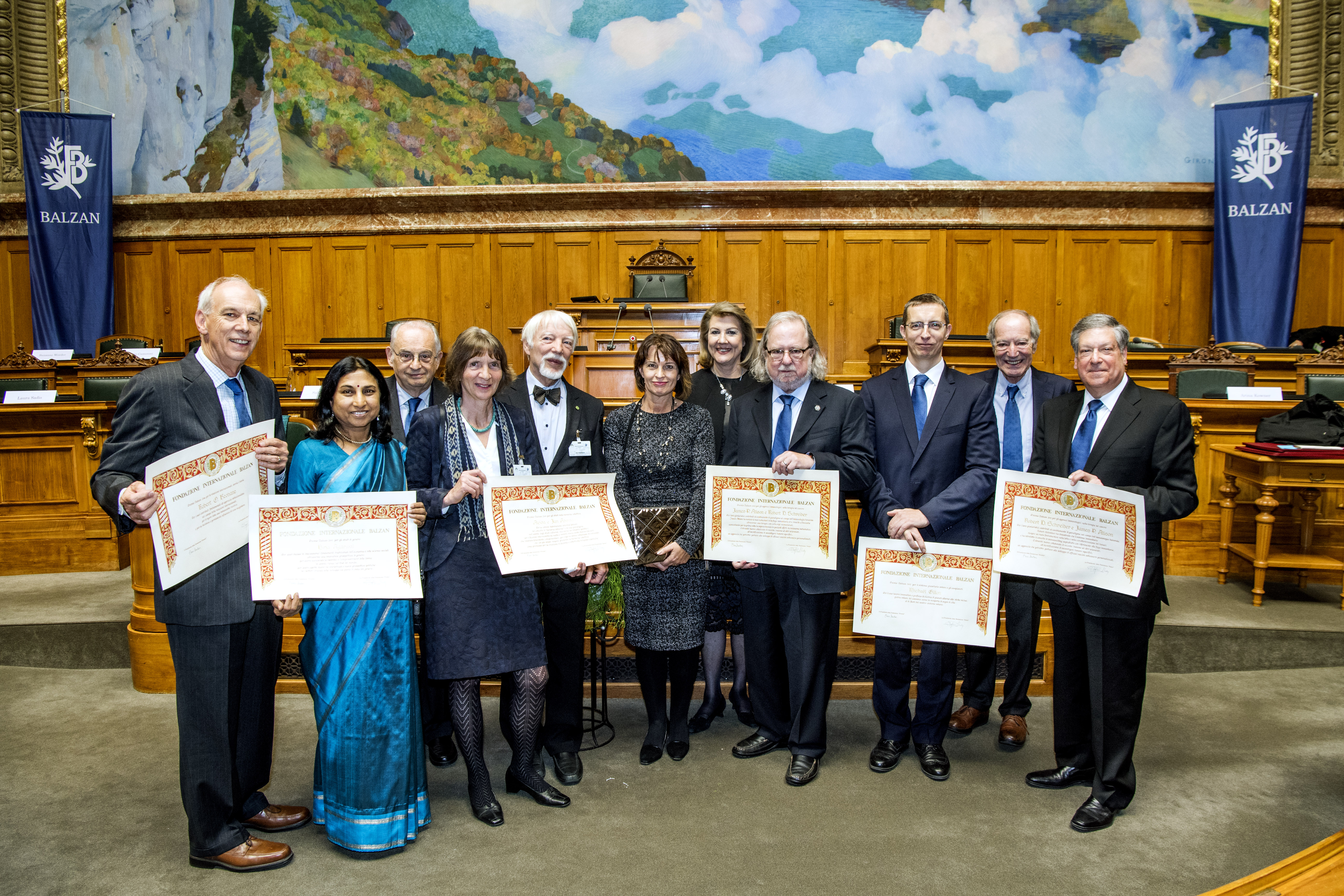
برندگان جایزه بالزان در سال ۲۰۱۷ میلادی در آلمان

برخی از برندگان این جایزه عبارتند از: پل هیندمیت، ژان پیاژه، حسن فتحی، خورخه لوئیس بورخس، آندری کولموگوروف، کارل فون فریش، پاپ ژان بیست و سوم، ساموئل الیوت موریسون، پاول یولیوس رویتر، دن مکنزی، ارنست مایر، ماسیمو پالوتینو، یان اورت، ارنست گامبریچ، ژان-پیر سر، اتو نویگباوئر، جروم برونر، فیلیپ توبیاس، امانوئل لویناس، مارتین ریس، گئورگ لیگتی، جان مینارد اسمیت، آرمند بورل، فرد هویل، مارتن شوارتسشیلد، آلن هیگر، ایو بون‌فوآ، پل ریکور، ایلکا هانسکی، میشل مایر، ژان پیر شانژو، اریک هابسبام، راینهارد گنتزل، پیر دلین، نیکی کدی، اندرو ئی. لانگ، سومیو لیجیما، بروس بویتلر، ژول ای. هافمن، هاینز بوم، تامس نیگل، میشاییل گرتسل، کارلو گینتسبورگ، شنایا یاماناکا، مانوئل کاستلز، ایان هکینگ، پاسکاله کوسرت، آلن اسپه، دنیس سالیوان، فدریکو کاپاسو، جیمز پی. الیسن، رابرت می، بارون می آکسفورد، مادر ترزا، عبدالستار ایدهی، کمیساریای عالی سازمان ملل برای پناهندگان و کمیته بین‌المللی صلیب سرخ